# Romuald & Juliette
Romuald & Juliette (Romuald et Juliette), a volte citato con la grafia Romuald e Juliette, è un film del 1989 diretto da Coline Serreau.

## Trama
Juliette è una donna di colore, ha cinque figli da cinque mariti diversi, e fa le pulizie di notte negli uffici amministrativi parigini della grande azienda casearia Blainlait.
Senza volerlo scopre dei loschi intrighi che sono all'origine dei malori provocati da confezioni di yogurt alterato, e di una truffa finanziaria che hanno messo in crisi l'azienda e fatto cadere il suo amministratore delegato, Romuald Blindet. 
Incrociato Blindet in difficoltà, mentre una notte stava facendo le pulizie, Juliette gli dà dei consigli spassionati per rivalersi. Lui sulle prime non la prende sul serio, ma poi trova molti riscontri nelle indiscrezioni fornite dalla donna, per cui, quando si vede braccato dalla polizia, invece di tornare a casa si rifugia nella modestissima abitazione di Juliette.
Da qui, con la sapiente consulenza della donna, Romuald riesce a ricostruire le malefatte dei suoi due principali collaboratori, Blache e Cloquet, rovesciando la situazione a suo favore, riuscendo addirittura a riprendere il suo posto. 
Saluta così la casa di Juliette, nella quale non ha mai alzato un dito, lasciando solo alcune banconote per ringraziamento.
Juliette continua la sua vita ma quando il primogenito Aimé finisce in galera perché coinvolto in un traffico di droga, lei va a cercare aiuto da Romuald. Lui è in giro per gli Stati Uniti e allora lei si rivolge alla segretaria che però non avviserà mai il suo principale.
Al ritorno dagli Stati Uniti, Romuald scopre diverse cose. La nuova segretaria è stupida e razzista e va licenziata, Juliette ha bisogno di aiuto e sua moglie lo tradisce da tempo, per altro, con il suo fedele collaboratore Paulin. L'uomo riflette allora sulla sua vita e arriva alla conclusione che deve lasciare la moglie, felice con l'altro compagno, e dichiararsi a Juliette, che ha scoperto di amare. La donna inizialmente si oppone, ma poi Romuald, dopo aver ricoperto di regali i suoi familiari, capisce di dover puntare ai sentimenti, convincendo così Juliette sul fatto di essere cambiato.
I due si sposano in municipio, vanno a vivere in una grande casa nella periferia di Parigi e qui, lei, svela a lui di essere incinta...

## Riconoscimenti
- 1991 - British Academy Film Awards
  - Candidato al BAFTA al miglior film